# Tsáchila

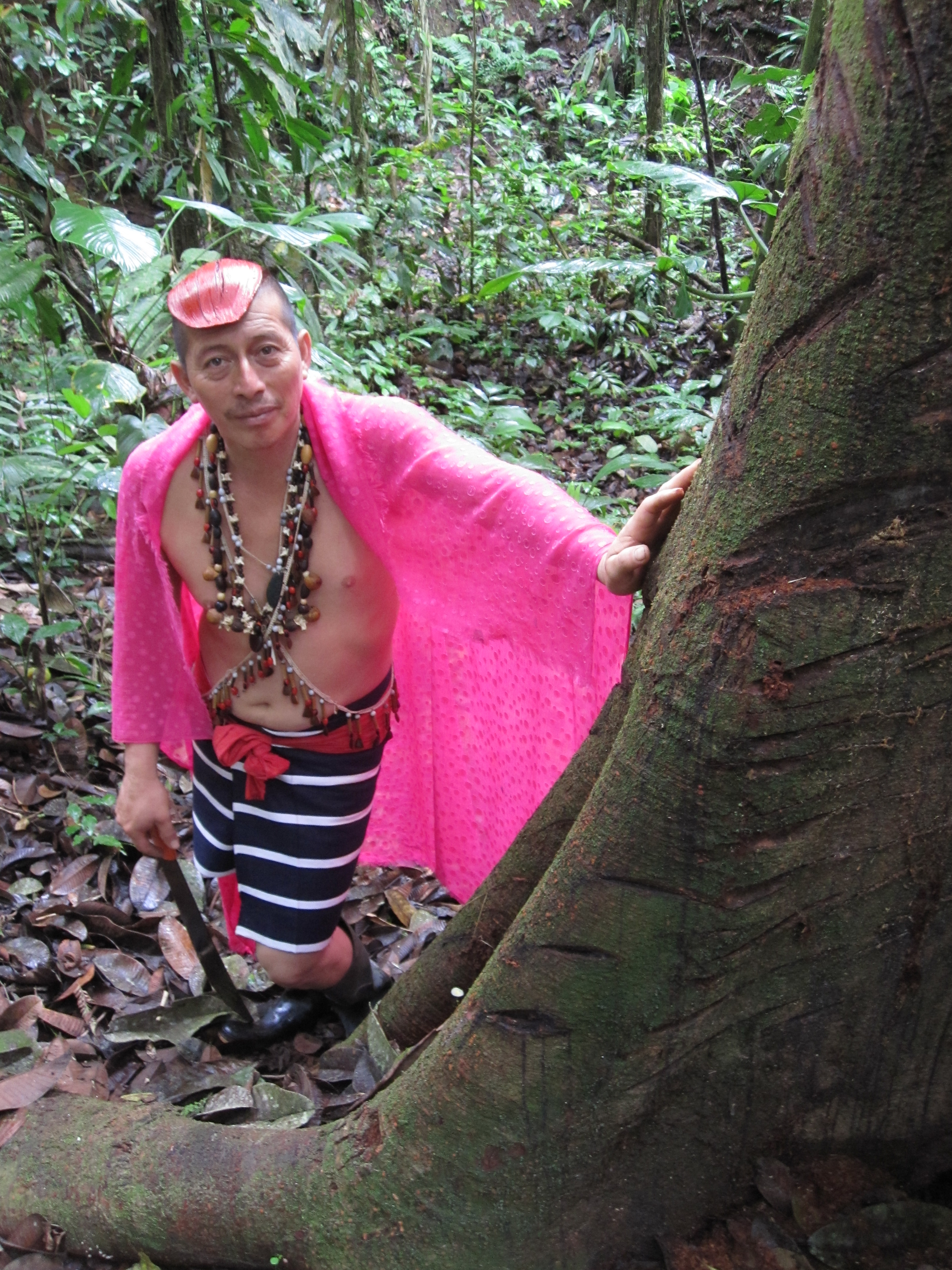
Fremdenführer der Tsáchila

Die Tsáchilas sind ein indigenes Volk in Ecuador. Sie sind eine der wenigen präinkaischen Kulturen, die noch existieren und leben in den Regenwaldgebieten am Westhang der Anden um Santo Domingo de los Colorados und in den angrenzenden Gebieten der Provinzen Pichincha und Esmeraldas. Tsáchila („wahre/echte Menschen“) ist ihre Eigenbezeichnung. Die spanischsprachige Benennung Colorados (span. für „Rot Gefärbte“) rührt daher, dass sich vor allem die Männer traditionell mit Farbstoffen aus Achiotesamen die Haare rot färbten. Diese Tradition hat aber heute stark an Bedeutung verloren und wird fast nur noch von Gemeinden gepflegt, die regelmäßig von Touristen besucht werden. Auch die traditionelle Kleidung mischt sich zunehmend mit „westlicher“ Importware.
Die Kultur und Siedlungsgebiete der Tsáchila waren und sind durch die Ausbreitung Santo Domingos und Anpassung an das Stadtleben durch viele Angehörige vom Aussterben bedroht. Derzeit gibt es noch etwa 200 Familien, die auf mehr oder weniger traditionelle Art auf ca. 8.000–10.000 Hektar Regenwald leben. Für das Land erhielten sie 1978 offizielle Besitztitel, die aber bei illegalen Landbesetzungen durch Neusiedler (invasiones) nur schwer durchgesetzt werden können.
Die Tsáchiles sprechen eine eigene Sprache, das Tsafiki, das mit dem Cha'palaachi der benachbarten Chachi und dem ausgestorbenen Caranqui der Cara verwandt ist und mit ihnen die Familie der südlichen Barbacoa-Sprachen bildet. Tsafiki/Colorado hat den Sprachcode sai nach ISO 639-2 und COF nach SIL.
Die meisten Tsáchiles sind heute römisch-katholisch, ihre traditionelle Kosmovision kannte jedoch einen Gott, der die Sonne geschaffen hatte (Pipowa), und eine Göttin, die als Schöpferin der Berge, Felder, Flüsse und Meere über die Landwirtschaft und Fischerei wachte (Mapiyan).
Die Vorfahren der Tsáchilas, die wohl von den Cara und Yumbo abstammen, lebten weiter südlich. Wahrscheinlich als Auswirkung der Eroberungszüge der Inka im heutigen Ecuador im 15. und der Spanier gegen die Inka im 16. Jahrhundert sowie aufgrund einer Pockenepidemie zogen sich ihre Vorfahren in die abgelegene Gegend um das heutige Santo Domingo zurück.
In der Kolonialzeit waren sie tributpflichtig und leisteten ihre Abgaben in Naturalien, unter anderem in Wachs, das für die Kirchen Quitos in Form von Kerzen von großer Bedeutung war. 1660 bat ihr Häuptling um Tributaufschub, da sie unter den Folgen eines Ausbruchs des Vulkans Pichincha sehr litten.
Heute leben diejenigen Tsáchilas, die sich nicht dem Leben in Santo Domingo angepasst haben, vor allem von der Landwirtschaft (Bananen, Kaffee, Mais und Yuka) und arbeiten in einigen Fällen als Fremdenführer durch die artenreichen Wälder.
In Santo Domingo selbst erinnern heute vor allem die Namen von Hotels, Straßen und Plätzen sowie ein großes Eisendenkmal für die Colorados im Zentrum eines Kreisverkehrs westlich der Innenstadt an die Tsáchilas.
Nach einem Bericht der Journalistin Charlotte Hahner soll Johannes Rau aufgrund der deutschen Finanzierung eines Brückenbauprojekts zum Ehrenhäuptling ernannt worden sein.